# U-152号潜艇 (1917年)
陛下之152号潜艇原是由汉堡赖厄施蒂格船厂承建的一艘商用潜艇，设计用于突破英国的海上封锁运送重要物资。后因战略需求，它自1916年12月16日被德意志帝国海军收编为U-151级巡洋潜艇的二号艇，于1917年5月20日下水，至同年10月17日交付使用。U-152号是在第一次世界大战期间服役的329艘德国军用潜艇之一，曾参加过大西洋潜艇战。在其两次远洋巡航中，共击沉协约国或中立国的19艘商船，容积总吨为37505吨。战后，该艇于1918年11月24日移交英国正式投降，至1921年被拖出英吉利海峡凿沉。

## 设计
U-152号原是由德意志远洋航运公司（Deutsche Ozean-Reederei GmbH，简称DOR）于1916年11月29日订购的一艘商用潜艇，它由汉堡的赖厄施蒂格船厂承建，设计用于突破英国皇家海军在第一次世界大战期间对德国实施的海上封锁，在德国和当时仍保持中立的美国之间运送货物。但在动工后不久，德意志帝国海军便于1916年12月16日根据P项战时订单（Kriegsauftrag P）将其收编为U-151级潜艇的二号艇，并按军用标准改造成巡洋潜艇。
改作军用的U-152号水面排水量1512吨，水下排水量1875吨；推进系统的总功率调整为柴油机和电动机各800匹公制馬力（588千瓦特），可分别提供最高12.4節（23.0每小時）的水面航速和最高5.2節（9.6每小時）的水下航速，其中5.5節（10.2每小時）航速时的水面续航里程高达25,000海里（46,000）、3節（5.6每小時）航速时则可在水下巡航65海里（120）。U-152号配备两具艇艏鱼雷发射管，可携带18枚鱼雷；甲板炮则安装有两门150毫米45倍径艇用高射炮。其额定船员编制为6名军官和50名水兵。

## 历史

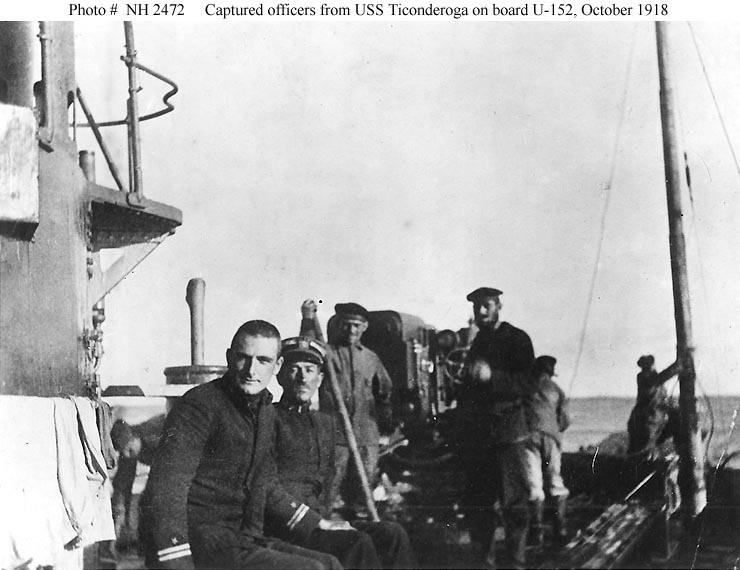
U-152号在击沉提康德罗加号之后俘获了两名美国军官（左一、二）

U-152号于1917年5月20日下水，至同年10月17日在首任艇长、海军上尉康斯坦丁·科尔贝的指挥下交付使用。继科尔贝之后，格哈特·冯·齐策维茨少校（1918年5月4日－8月24日）和阿道夫·弗朗茨上尉（1918年8月25日－11月15日）也曾担任过该艇指挥官。完成海试后，U-152号被编入驻基尔的巡洋潜艇部队（U-Kreuzer-Verband）服役，并一直隶属于该部队直至战争结束。
第一次世界大战期间，U-152号在北大西洋执行过两次巡逻，共击沉19艘协约国或中立国商船，容积总吨为37505吨。它的受害者中包括两艘美国多桅纵帆船——朱莉娅·弗朗西丝号（Julia Frances，1918年1月27日击沉）和A·E·怀兰号（A.E. Whyland，1918年3月13日击沉）、挪威的三桅帆船探路者号（1918年10月13日登船并凿沉）、西班牙货轮吉拉达号（Giralda，1918年1月25日击沉）以及美国海军货轮提康德罗加号（1918年9月30日击沉）。

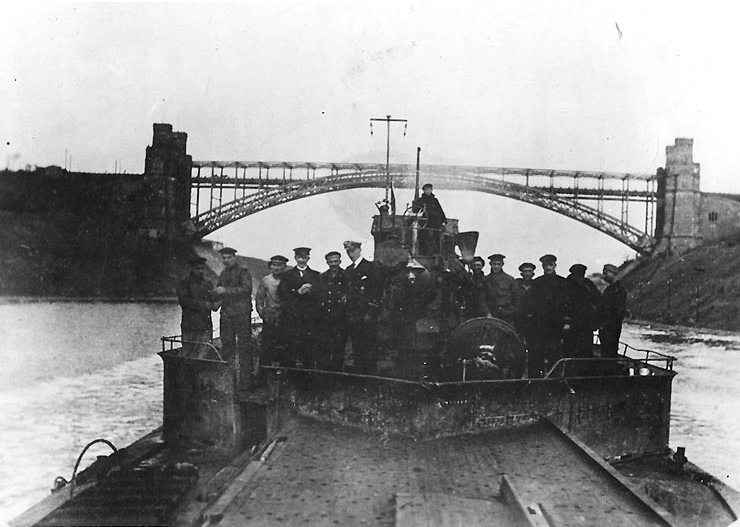
战后，U-152号经由基尔运河被移送英国

提康德罗加号隶属于美国海军海外运输部，当时正负责运送一批战马前往西线。途中由于机械问题，该船未能跟上其护航船队。因此，当行至距离美国东岸约1,600海里（3,000）的大西洋上时，U-152号得以在未被察觉的情况下发射鱼雷并截停提康德罗加号。之后，潜艇在相距500米的范围内以150毫米炮实施炮击；第一轮齐射损坏了货船的舰桥和艏楼，第二轮则击伤了船艏炮。由于对方还火，双方的交战持续了两个多小时。提康德罗加号的船长、海军少校詹姆斯·乔纳斯·麦迪逊在战斗过程中脚负重伤，后来不得不在医院截肢。尽管如此，他当时仍然坐在椅子上继续领导货船并下令开火。他下达的最后一项命令是弃船，随即便因失血过多而晕倒。麦迪逊被转移到最后一艘没有被击中的救生艇上，与艇上31名水兵一起幸存下来，其余阵亡人数高达205人。英国轮船摩尔王子号（Moorish Prince）于四天后救起幸存者；U-152号则俘获了提康德罗加号的大副、预备役中尉弗兰克·穆勒和预备役初级中尉朱尼厄斯·富尔彻。船长麦迪逊中校后因英勇抗争而被授予荣誉勋章；1940年入役的麦迪逊号驱逐舰 (DD-425)也以其姓氏命名。
击沉提康德罗加号的前一天，即1918年9月29日，U-152号还与美国海军油轮乔治·G·亨利号发生了炮战。后者当时正从法国返回美国，它被潜艇的一枚炮弹击中，另一枚则近距脱靶。尽管船身遭到受到严重破坏及数名船员负伤，这艘美国船还是设法逃脱了，甚至在战争结束前仍能够执行另外四次运输任务前往法国。
当U-152号完成最后一次作战巡航，并于1918年11月返回德国后，战争已然结束。根据停战协议的要求，该艇于1918年11月24日作为战利品移交英国，并在哈维奇正式向协约国投降。它于1918年12月在伦敦塔桥展出，然后被搁置在朴茨茅斯。至1921年6月30日，U-152号最终被拖出英吉利海峡凿沉。

## 袭击历史摘要

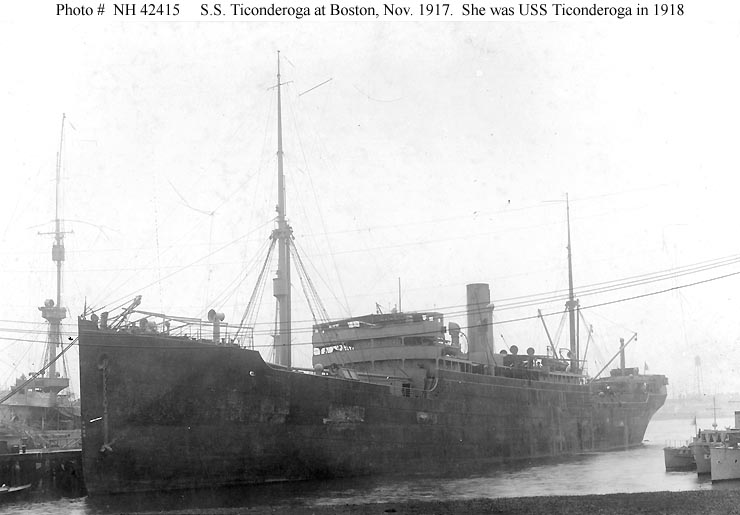
提康德罗加号

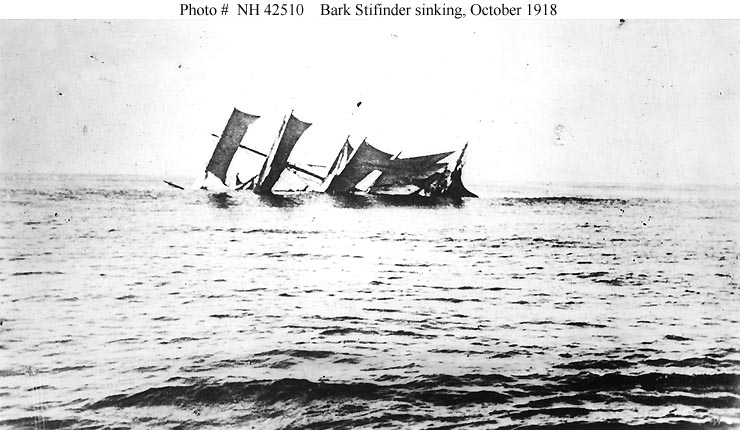
探路者号的覆灭

| 日期           | 船名                | 船籍       | 吨位 （容积总吨） | 结局 |
| -------------- | ------------------- | ---------- | ----------------- | ---- |
| 1918年1月25日  | 吉拉达号            | 西班牙     | 2194              | 击沉 |
| 1918年1月26日  | 热尔马诺号          | 葡萄牙     | 236               | 击沉 |
| 1918年1月26日  | 塞拉·多热雷斯号     | 葡萄牙     | 257               | 击沉 |
| 1918年1月27日  | 朱莉娅·弗朗西丝号   | 美国       | 183               | 击沉 |
| 1918年1月28日  | 尼普顿号            | 葡萄牙     | 321               | 击沉 |
| 1918年2月5日   | 塞巴斯蒂安号        | 西班牙     | 2563              | 击沉 |
| 1918年2月9日   | 塞费里诺号          | 西班牙     | 3647              | 击沉 |
| 1918年2月15日  | 内古里号            | 西班牙     | 1859              | 击沉 |
| 1918年2月16日  | 里海号              | 西班牙     | 2723              | 击沉 |
| 1918年2月24日  | 加埃塔纳·科斯坦佐号 | 義大利王國 | 1027              | 击沉 |
| 1918年2月26日  | 西尔耶斯塔德号      | 挪威       | 4298              | 击沉 |
| 1918年3月6日   | 选举人号            | 葡萄牙     | 134               | 击沉 |
| 1918年3月7日   | 路易吉号            | 義大利王國 | 3549              | 击沉 |
| 1918年3月13日  | A·E·怀兰号          | 美国       | 130               | 击沉 |
| 1918年3月16日  | 埃拉斯通号          | 英国       | 3192              | 击沉 |
| 1918年3月31日  | 印度号              | 丹麦       | 4199              | 击沉 |
| 1918年4月3日   | 埃尔希·伯德特号     | 英国       | 118               | 击沉 |
| 1918年9月11日  | 康斯坦斯号          | 丹麦       | 199               | 击伤 |
| 1918年9月29日  | 乔治·G·亨利号       | 美國海軍   | 6936              | 击伤 |
| 1918年9月30日  | 提康德罗加号        | 美國海軍   | 5130              | 击沉 |
| 1918年10月14日 | 探路者号            | 挪威       | 1745              | 击沉 |
| 1918年10月15日 | 墨西拿号            | 英国       | 4271              | 击伤 |

## 脚注
1. ↑  Gröner 1991，第20-21頁.
2. 1 2  Helgason, Guðmundur. . German and Austrian U-boats of World War I - Kaiserliche Marine - Uboat.net.   [2022-01-06].
3. 1 2  Helgason, Guðmundur. . German and Austrian U-boats of World War I - Kaiserliche Marine - Uboat.net.   [2022-01-06].
4. 1 2  Helgason, Guðmundur. . German and Austrian U-boats of World War I - Kaiserliche Marine - Uboat.net.   [2022-01-06].
5. ↑  Williamson，第16頁.
6. ↑  Gröner 1991，第20–21頁.
7. ↑  Herzog，第136頁.
8. 1 2  Helgason, Guðmundur. . German and Austrian U-boats of World War I - Kaiserliche Marine - Uboat.net.   [2018-06-05].
9. ↑  Helgason, Guðmundur. . German and Austrian U-boats of World War I - Kaiserliche Marine - Uboat.net.   [2022-01-05].
10. ↑  . Medal of Honor citations. Congressional Medal of Honor Society of the United States of America.   [2019-12-26]. （原始内容存档于2020-02-17）.
11. ↑  . 美國海軍軍艦辭典. 美國海軍部歷史與遺產司令部.   [2019-12-26].
12. ↑  Helgason, Guðmundur. . German and Austrian U-boats of World War I - Kaiserliche Marine - Uboat.net.   [2022-01-05].
13. ↑  Dodson & Cant，第54, 12頁.